# Il grande silenzio (film 1936)
Il grande silenzio è un film del 1936 diretto da Giovanni Zannini.

## Produzione

### Altri tecnici
- Tecnico del suono: Kurt Doubrawsky

## Altri dati
- Visto di censura: 29.153 del 31 marzo 1936